# Elaeocarpus gaussenii
Elaeocarpus gaussenii är en tvåhjärtbladig växtart som beskrevs av Weibel. Elaeocarpus gaussenii ingår i släktet Elaeocarpus och familjen Elaeocarpaceae. Inga underarter finns listade i Catalogue of Life.